# Lones Wigger
Lones Wesley Wigger, Jr, född 25 augusti 1937 i  Great Falls i Montana, död 14 december 2017 i Colorado Springs i Colorado, var en amerikansk sportskytt.
Wigger blev olympisk guldmedaljör i gevär vid sommarspelen 1964 i Tokyo och vid sommarspelen 1972 i München.